# Джон Мълан
Джон Мълан (на английски: John Mullan) е английски литературен критик и историк, професор по англицистика в Университетски колеж Лондон. Специалист е по литература на 18 век.
Водещ е на критическа колонка върху съвременната художествена проза в Гардиан. Автор е на рецензии и критически статии също в London Review of Books и в New Statesman. Бил е сътрудник на предаването Newsnight Review по телевизия BBC Two и на In Our Time по радио BBC Radio 4. Член е на журито на наградата Букър през 2009 г.
Завършва Кингс Колидж на Кеймбриджкия университет. Започва работа като изследовател към Джизъс Колидж и лектор във Фицуилям Колидж в Кеймбридж, преди през 1994 г. да се премести в департамента по англицистика на Университетски колеж Лондон. От 2005 г. е ръководител на департамента.